# 엑스트라클라사
엑스트라클라사(폴란드어: Ekstraklasa ˌɛkstraˈklasa[*])는 폴란드 1부 축구 리그이다. 현재 스폰서의 명칭을 따라 PKO 반크 폴스키 엑스트라클라사라고 불리며 현재 18개 팀이 참가하여 리그를 진행하고 있다.
엑스트라클라사 (이전의 폴란드 I 리가)는 1926년 12월 4일에 바르샤바에서 설립되었다. 그러나 폴란드에는 1918년 독립을 한 이듬해인 1919년에 리그 방식의 대회가 아닌 폴란드 챔피언십이 존재하고 있었다.

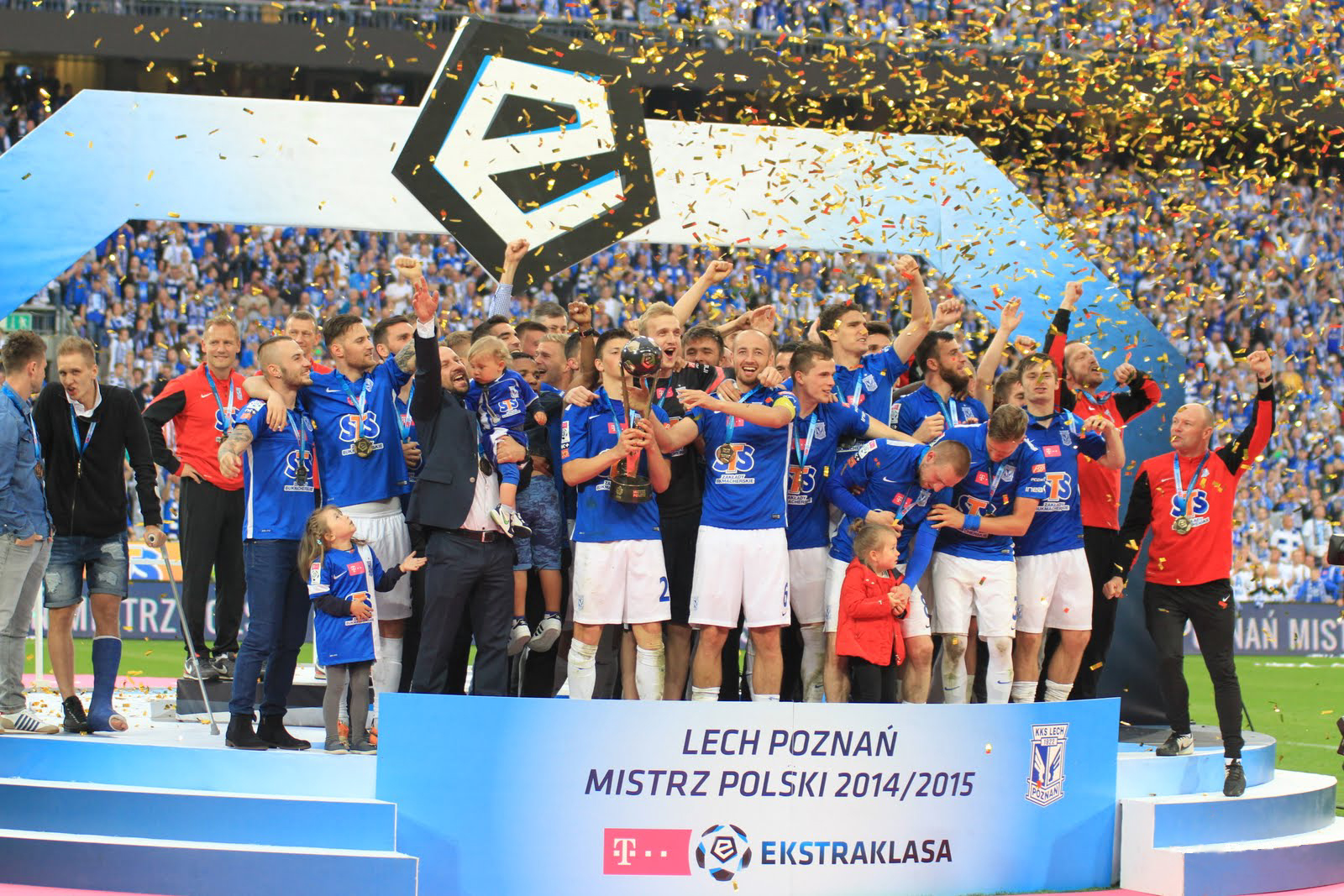
레흐 포즈난 2014–15

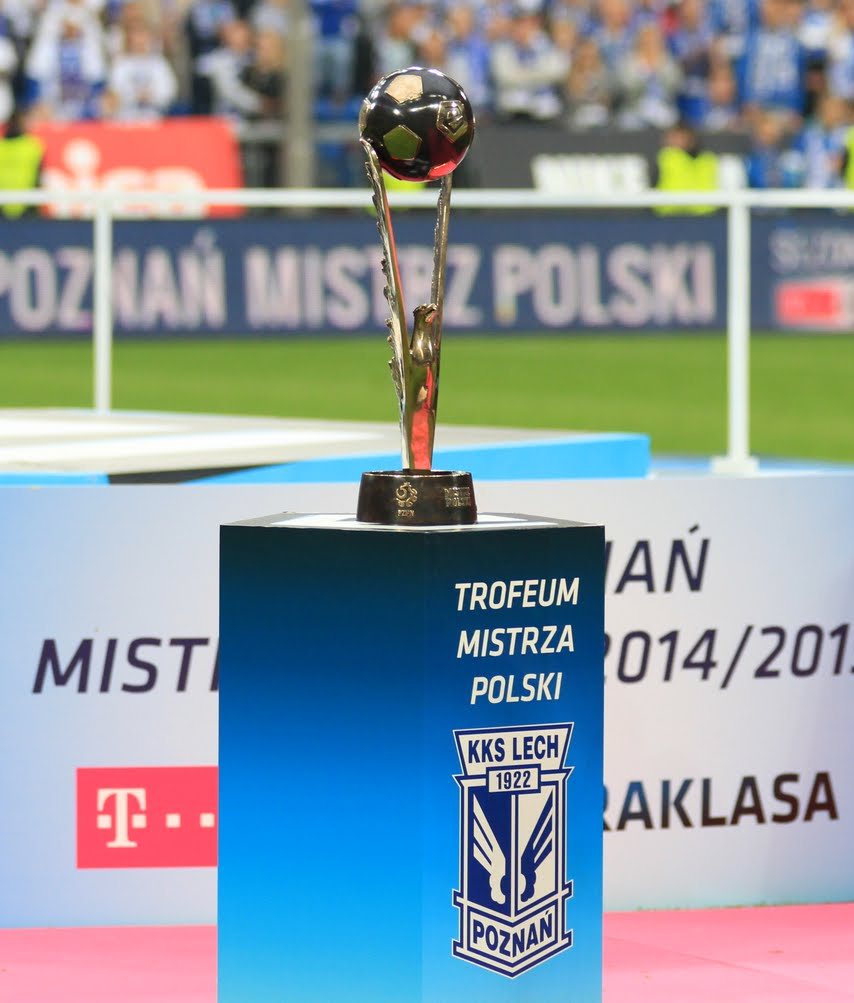
엑스트라클라사 2014/15

## 2024-25 시즌 클럽팀
| 구단명                  | 연고지       | 경기장                                                        | 수용인원     |
| ----------------------- | ------------ | ------------------------------------------------------------- | ------------ |
| 구르닉 자브제           | 자브제       | 에른스트 폴 스타디움                                          | 24,563       |
| 라도미아크 라돔         | 라돔         | 스타디온 레코아틀레티치노 피우스드스키에고                    | 4,066        |
| 라쿠프 쳉스토호바       | 쳉스토호바   | 무니치팔 스타디움 라쿠프                                      | 5,500        |
| 레기아 바르샤바         | 바르샤바     | 폴란드 육군 경기장                                            | 31,103       |
| 레흐 포즈난             | 포즈난       | 스타디온 포즈난                                               | 43,269       |
| 레히아 그단스크         | 그단스크     | 스타디온 에네르가 그단스크                                    | 41,620       |
| 모토르 루블린           | 루블린       | 아레나 루블린                                                 | 15,247       |
| 비제프 우치             | 우치         | 스타디온 비제바 우치                                          | 18,008       |
| 스탈 미엘레츠           | 미엘레츠     | 스타디온 미에이스키                                           | 7,000        |
| 실롱스크 브로츠와프     | 브로츠와프   | 스타디온 미에이스키 브로츠와프                                | 42,771       |
| 야기엘로니아 비아위스톡 | 비아위스토크 | 스타디온 미에이스키 비아위스토쿠                              | 22,327       |
| 자그웽비에 루빈         | 루빈         | 스타디온 자그웽비아 루빈                                      | 16,100       |
| 코로나 키엘체           | 키엘체       | 스타디온 미에이스키 키엘체                                    | 15,550       |
| 포곤 슈체친             | 슈체친       | 스타디온 플로리안 크리거                                      | 18,027       |
| 푸슈차 니에포워미체     | 니에포워미체 | 스타디온 미에이스키 스타디온 카라코비 유제파 피우수트스키에고 | 7,000 15,016 |
| 피아스트 글리비체       | 글리비체     | 스타디온 미에이스키 글리비차흐                                | 9,913        |
| GKS 카토비체            | 카토비체     | 스타디온 GKS 카토비체                                         | 6,710        |
| KS 크라코비아           | 크라쿠프     | 스타디온 크라코비 유제파 피우수트스키에고                     | 15,106       |

1. ^ Upgrading to 31,871.
2. ^ Upgrading to 20,500.[1][2]
3. ^ Due to the renovation of the Municipal Football Stadium "Raków" in Częstochowa, Raków played their home matches at the GIEKSA Arena in Bełchatów.
4. ^ Due to the renovation of Warta Poznań Stadium in Poznań, Warta played their home matches at the Stadion Dyskobolii in Grodzisk Wielkopolski.[3]